# Nederlands alfabet
Het alfabet dat gebruikt wordt voor de officiële Nederlandse spelling is afgeleid van het Latijnse alfabet. Officieel heeft het alfabet 26 letters:
in hoofdletters: A B C D E F G H I J K L M N O P Q R S T U V W X Y Z

## Bijzonderheden
In de Nederlandse taal wordt ook gebruikgemaakt van klinkers met trema's of accenten en, in het geval van leenwoorden en buitenlandse eigennamen, van letters met nog andere diakritische tekens. Deze worden niet als aparte letters maar als vormvarianten van de gewone 26 letters van het alfabet beschouwd. Een c met een cedille bijvoorbeeld staat in een alfabetische lijst bij de c.
Over de status van de ij:
- In de Nederlandse taal wordt de ij soms als één letter beschouwd en vormt hij dan de 25e letter van het Nederlandse alfabet.
- Soms, bijvoorbeeld in het Nederlands telefoonalfabet, wordt de ij ook aan het alfabet toegevoegd als een 25e letter, vóór de y, waardoor de z de 27e letter wordt:

A B C D E F G H I J K L M N O P Q R S T U V W X IJ Y Z